# مجزرة مجتمع جلبيرج
وقعت مجزرة مجتمع جلبيرج يوم 28 فبراير عام 2002 أثناء أحداث الشغب التي اندلعت في غوجارات في ذلك العام. هاجمت في تلك المجزرة مجموعة من الهندوس مجتمع جلبيرج المسلم في قرية شامانبورا بمدينة أحمد آباد. وأُحرِقت معظم المنازل بالقرية، إلى جانب إحراق ما لا يقل عن 35 ضحية أحياءً - من بينهم عضو البرلمان الممثل لحزب المؤتمر الوطني الهندي، إحسان جفري، واختفاء 31 آخرين بعد الحادث، والذين اُعتبِروا فيما بعد في عداد الأموات، ليبلغ بذلك إجمالي عدد القتلى 69 فردًا.
أجّلت محكمة الهند العليا المحاكمة في قضايا جوجارات الرئيسية التي قُدِمت فيها دعاوى من لجنة حقوق الإنسان الوطنية ومنظمة «مواطنون من أجل العدل والسلام» اللتين طالبتا بإجراء مكتب التحقيقات المركزي تحقيقًا في المجزرة ونقل القضايا إلى خارج غوجارات. وفي يوم 26 مارس 2008، طالبت هيئة المحكمة العليا  حكومة غوجارات بتشكيل فريق تحقيقات خاص (SIT) برئاسة آر كيه راغافان، الرئيس السابق لمكتب التحقيقات المركزي (CBI) لتولي التحقيق في هذه القضية. وأُعيد فتح تسع قضايا شغل مهمة. وفي فبراير من عام 2009، أي بعد مرور سبع سنوات على الحادث، أُلقي القبض على إردا، نائب مراقب شرطة غوجارات آنذاك بتهمة الإهمال في أداء عمله والتلاعب بالأدلة، إذ ادعى بعض الناجين من الحادث أن إردا لم يسمح فقط بالقتل، وإنما عاون المشاغبون كذلك على حرق الجثث. وقدم في النهاية فريق التحقيقات الخاص ما أعده من تقرير إلى سجل المحكمة العليا يوم 14 مايو 2010.
هجر الجميع مجتمع جلبيرج بعد ما شهدته أغلب المنازل من تدمير وحرق. ولم يُرمَم من هذه المنازل البالغ عددها 18 منزلاً سوى منزل واحد فقط. ولم تعد أيٌ من العائلات إلى ذلك المكان، وإن كان البعض يجتمعون كل عام في ذكرى المجزرة ليصلوا على أرواح الضحايا.

## 28 فبراير 2002
في التاسعة صباحًا يوم 28 فبراير من عام 2002، أي بعد يوم واحد من اندلاع أحداث الشغب في غوجارات، تجمع عدد من الناس مرددين الهتافات خارج مجتمع جلبيرج في منطقة شامانبورا بمدينة أحمد آباد التي تخضع لهيمنة الهندوس. تألف ذلك المجتمع من 29 بيتًا من طابق واحد (بنغل) و10 مبانٍ سكنية كان أغلب سكانها آنذاك من عائلات الطبقتين الوسطى والعالية التي تمارس الأعمال التجارية. وجاء رد فعل الكثير من أولئك السكان على وجود هذه الجماعات خارج منازلهم بالاحتماء داخل منزل عضو البرلمان السابق، إحسان جفري. وثمة بعض روايات تقول إن الجفري حاول مرارًا الاتصال بالشرطة هاتفيًا، لكن دون جدوى. وبحلول الظهيرة، تحول المشاغبون إلى العنف، واخترقوا الأسوار ليشعلوا النيران بعد ذلك في المنازل ويهاجموا سكانها. وأثناء الساعات الست التالية لذلك، لقي 69 شخصًا مصرعهم، وأُصيب ما لا يقل عن 85 آخرين. وكان من بين القتلى إحسان جفري الذي مُزِق إربًا حتى الموت وأُحرِقت جثته بعد ذلك، في حين هوجِم 35 آخرون على النحو نفسه أو أُحرِقوا أحياءً.

## الآثار
أعربت لجنة حقوق الإنسان الوطنية (NHRC) في يونيو 2002 عن «انزعاجها الشديد لما ذكرته التقارير الصحفية مؤخرًا من أن لوائح الاتهام المُقدَمة آنذاك فيما يتعلق بحادثي مجتمع جلبيرج ونارودا باتيا تفتقر إلى المصداقية، مع الإشارة إلى أن ضحايا أعمال العنف تلك هم الذين تسببوا في وقوعها.»  وكانت لجنة حقوق الإنسان الوطنية (NHRC) قد أوصت من قبل بتحويل القضايا من نوعية قضية بيست بيكري، وقضية مجتمع جلبيرج، وقضية حادث نارودا باتيا، وقضية سرداربوار في إقليم مهسانا إلى مكتب التحقيقات المركزي.
وفي 26 مارس 2008، أمرت المحكمة العليا حكومة ناريندرا مودي بإعادة التحقيق في 10 قضايا تتعلق بأحداث الشغب التي اندلعت في غوجارات عام 2002، وكان من بين هذه القضايا حريق قطار جودهرا وما تلاه من أعمال شغب لقي فيها 81 شخصًا مصرعهم، ومجزرة مجتمع جلبيرج حيث قُتِل 68 شخصًا، وحادث نارودا باتيا الذي بلغ عدد القتلى فيه ما يزيد عن 100 شخص، وسرداربور التي بلغ عدد ضحاياها 24 شخصًا، وبيست بيكري التي أُحرِق فيها 14 شخصًا أحياءً. وتقدمت زكية جفري، زوجة إحسان جفري الذي أُحرِق حيًا يوم المجزرة، بشكوى في 8 يونيو 2006 تدعي فيها أن الشرطة لم تسجل تقارير المعلومات الأولية التي تدين زعيم إقليم غوجارات ناريندرا مودي، و62 آخرين من بينهم العديد من الزعماء الآخرين. وادعت زكية جفري أيضًا وجود مؤامرة للسماح بإقامة مجزرة للمسلمين، وشمل ذلك توجيه تعليمات لرجال الشرطة والموظفين بعدم الاستجابة لطلبات المساعدة من المسلمين الذين هوجِموا أثناء أعمال الشغب. وتضمنت الشكوى قائدي المجلس الهندوسي العالمي، برافين توجاديا وجايديب باتيل، ورئيس الشرطة السابق بي سي باندي، لتحريضهم على أعمال الشغب. وبعد ذلك، قدمت زكية جفري شكواها إلى محكمة غوجارات العليا التي رفضت في 3 نوفمبر 2007 النظر في دعواها، وطلبت منها تقديمها إلى محكمة الصلح. ومن ثم، توجهت زكية بقضيتها إلى محكمة الهند العليا، التي كلفت في 27 أبريل 2009 فريق تحقيقات خاصًا (SIT) كان مكونًا من خمسة أفراد ويرأسه آر كيه راغافان - الرئيس السابق لمكتب التحقيقات المركزي (CBI) - بالتحقيق في هذه القضايا، وطلبت من ذلك الفريق التحقيق في الشكوى المقدمة من زكية جفري التي تدعي فيها تواطؤ الجهات الحكومية مع المشاغبين على مدار اليومين اللذين اندلعت فيهما أعمال الشغب في غوجارات.
وفي مارس 2009، أُلقي القبض على القائد بالمؤتمر الهندي الوطني، ميغسينغ جودهري، بناءً على توصية فريق التحقيقات الخاص، بتهمة اشتراكه في مجزرة مجتمع جلبيرج. وتمثلت الدعوى الموجهة ضده في أنه كان أحد أفراد المشاغبين المسلحين، وأنه حثهم على مقاتلة المسلمين، برفقة آخرين. وفي مارس 2010، استدعى فريق التحقيقات الخاص زعيم إقليم غوجارات ناريندرا مودي وطالبه بتقديم تفسير فيما يتعلق بالتهم الموجهة ضده والمتعلقة بقتل إحسان جفري الذي أُحرِق حيًا، إلى جانب حوالي 70 شخصًا آخر في مجتمع جلبيرج. ومَثل جودهري بالفعل أمام فريق التحقيقات الخاص في 27 مارس 2010. وكان آر بي سريكومار، مسؤول الاستخبارات بالشرطة آنذاك، قد شهد أمام إحدى اللجان في وقت سابق لذلك التاريخ بأن الزعماء والشرطة قد «امتنعوا عن العمل عمدًا أثناء أحداث الشغب». كما صرح شاهدا العيان، روبا مودي وامتياز باثان، ضد مودي في المحكمة. كان امتياز - الذي فقد ستة من أفراد عائلته أثناء المجزرة - أول شاهد عيان يتقدم بشهادته في المحاكمة التي بدأت في سبتمبر 2009، بعد تعليقها 7 أعوام. وقال امتياز في شهادته أمام المحكمة إن مجموعة من المشاغبين تجمهروا خارج مجتمع جلبيرج يوم 28 فبراير، واتصل النائب جفري بزعيم الإقليم ناريندرا مودي مستنجدًا به، لكن الشرطة رفضت المجيء للمساعدة. وتعرف على 20 من المتهمين المئة الذين أُلقي القبض عليهم في هذه القضية. وجميع شهود العيان الذين مثلوا أمام فريق التحقيقات الخاص (SIT) في ديسمبر 2009 (وهم امتياز باثان، وصديق خان باثان، وروبا مودي، وسايرا ساندهاي، ورفيق باثان) اتهموا كلاً من مأمور الشرطة إم كيه تاندون، ومفتش شرطة ميغانينجار إن دي بارمار، ومانيش باتيل المعروف بالعظيم، وماهيندرا بوخراج، وجاجروب سينج راجبوت، وإينيو هاريجان، وبابو ماوردي، وراجيش جينجر وهو شرطي كان يعيش في المنطقة نفسها، بالضلوع في الجريمة.
في مارس 2010، أجّلت المحكمة العليا قضية مجتمع جلبيرج بعد أن تنحى المدعي العام آر كيه شاه عن القضية لاتهامه القاضي وفريق التحقيقات الخاص «بالتهاون مع المتهمين». وادعى شاه أن «أفراد فريق التحقيقات الخاص غير متعاطفين مع الشهود، ويحاولون إرهابهم، فضلاً عن عدم اطلاع الادعاء على ما لديهم من أدلة، كما هو مفترض منهم.»  ولاحقًا، قدمت الناشطة تيستا سيتالفاد، في شهادتها أمام المحكمة العليا يوم 24 أبريل 2010، تحليل سجل المكالمات الهاتفية الذي أوضح أن «مأمور شرطة أحمد آباد بي سي باندي قد تحدث مع المأمور إم كيه تاندون ست مرات أثناء الفترة التي كان باندي متواجدًا فيها في مجتمع جلبيرج والمشاغبون يزدادون جموحًا. وبالرغم من أن تاندون كان مزودًا بقوة ضاربة معدّة لتفريق تجمهرات المشاغبين، ترك تاندون مجتمع جلبيرج دون اتخاذ أي إجراء تصحيحي، وأسفر عن رحيله وقوع المجزرة...».
وفي 14 مايو 2010، قدم فريق التحقيقات الخاص (SIT) تقريرًا سريًا عن الحادث. وقبل ذلك التاريخ، كان الفريق قد طلب وقتًا إضافيًا لإعداد التقرير، إذ أراد استجواب رئيس المجلس الهندوسي العالمي، برافين توجاديا، وهو ما فعله بالفعل يوم 11 مايو 2010.
وفي 15 ديسمبر 2010، تقدمت زكية جفري وضحايا آخرون إلى المحكمة العليا للمطالبة بتوجيه التعليمات لفريق التحقيقات الخاص بتقديم التقرير أمام محكمة أحمد آباد، مثلما أمرت المحكمة العليا، خلال 30 يومًا. بعد ذلك، في يوم 8 فبراير 2012، قدم فريق التحقيقات الخاص تقريره النهائي إلى محكمة الصلح بغوجارات لتقرر بعد تقييمها للتقرير ما إذا كانت هناك حاجة لمزيد من التحقيقات أم لا".
وفي التقرير الختامي بقضية زكية جفري، أشار فريق التحقيقات الخاص (SIT) إلى أن النائب جفري قد قُتِل لأنه استفز «جماعة عنيفة» تجمعت «للانتقام من حادث جودهرا الذي ارتكبه المسلمون.» أشار التقرير كذلك إلى أن الجفري قد أطلق النار على تلك الجماعة «فثارت ثائرتهم وأشعلوا النيران في المكان.»

## عملية خداعية
في أكتوبر 2007، نشرت قناة آج تاك الإخبارية صورًا لعملية خداعية كانت قد أجرتها مجلة تهيلكا، وأوضحت فيها 14 ناشطًا من المجلس الهندوسي العالمي أو منظمة داجرانج دال، من بينهم مادان شاوال المتهم في مجزرة مجتمع جلبيرج، وأحد أعضاء الجمعية التشريعية بحزب بهاراتيا جاناتا من جودهرا، وهو هاريش بهات، الذي شغل منصب نائب الرئيس القومي لمنظمة داجرانج دال، أثناء أعمال الشغب. وكانوا يتحدثون عن تنفيذ عمليات القتل. ونُشِرت تقارير صحفيي التحقيقات في عدد 3 نوفمبر 2007 من مجلة تهيلكا تحت عنوان The Truth: Gujarat 2002 – Tehelka report (الحقيقة: جوغارات 2002 - تقرير تهيلكا).

## الادعاءات ضد ناريندرا مودي وتبرئة ساحته
بالرغم مما سبق، توصل فريق تحقيقات خاص في أبريل 2012 إلى أن زعيم إقليم غوجارات، ناريندرا مودي، لم يكن له أي يد على الإطلاق في قتل إحسان جفري. ومن ثم، قدمت زكية جفري عريضة احتجاج تطالب فيها برفض التقرير المُقدَم من هذا الفريق، ووافقت المحكمة العليا على ذلك، وتُتخَذ الإجراءات اللازمة الآن لسماع القضية. من جانبه، عارض فريق التحقيقات الخاص هذا الاحتجاج بقوة وأشار إلى أن مودي لم «يعط الأوامر أبدًا بالقتل». وبعد ذلك، أجّلت محكمة غوجارات العليا عملية النقل الروتينية للقاضي المدني الذي سيستمع للاحتجاج، نظرًا لما قدمه صديق المحكمة، هاريش سالف، من معلومات تشير إلى أن هذا النقل الروتيني الناتج عن انتهاء فترة عمل القاضي قد يسفر عن تأخر القضية. وفي عام 2004، أثناء لقائه في هاردنيوز، أشار في إن خواري - قاضي قضاة الهند السابق - إلى أن المجزرة لا يمكن أن تكون قد حدثت دون تآمر من زعيم قطاع غوجارات، ناريندرا مودي. وقال خواري إنه يرى ضرورة رفع دعوى جنائية ضد ناريندرا مودي بتهمة القتل والإبادة الجماعية في مجزرة مجتمع جلبيرج. ولم يصدر عن مودي أي تصريح، ردًا على هذه الملاحظة، لكنه قال إنه يجب التفريق بين خواري (العادل) وخوتي (الظالم). وأضاف قائلاً إن خواري لم يعد يشغل منصب قاضي القضاة، ويجب النظر إلى تصريحاته في ضوء هذه الحقيقة.

## في الثقافة الشعبية
أخرج راهول دهولاكيا فيلم Parzania (جنة وجحيم على الأرض) عام 2005، والذي لعب بطولته نصر الدين شاه وساريكا، اللذان لعبا دور الزوجين البارسيين، روبا ودارا مودي، اللذين كان يعيشان في مجتمع جلبيرج وفُقِد ابنهما آزهر مودي البالغ من العمر عشرة أعوام بعد هجوم المشاغبين على المكان. وفي حفل جوائز الأفلام الوطنية، فاز هذا الفيلم بجائزتين، هما جائزة أفضل ممثلة لساريكا، وجائزة أفضل إخراج. ولم يُعرَض الفيلم في غوجارات حيث رفض مالكو السينما ذلك خوفًا من عودة الصراع.

## وصلات خارجية
- A relentless hate campaign Frontline (magazine), May 2002
- Report based on SIT findings' نسخة محفوظة 11 أغسطس 2011 على موقع واي باك مشين. at تايمز أوف إينديا، April 2009
- Safehouse Of Horrors Tehelka Nov 03, 2007
- "Timeline of Gulberg Society massacre case". Hindustan Times. مؤرشف من الأصل في 2012-05-10.